# استغلال المرأة في وسائل الإعلام

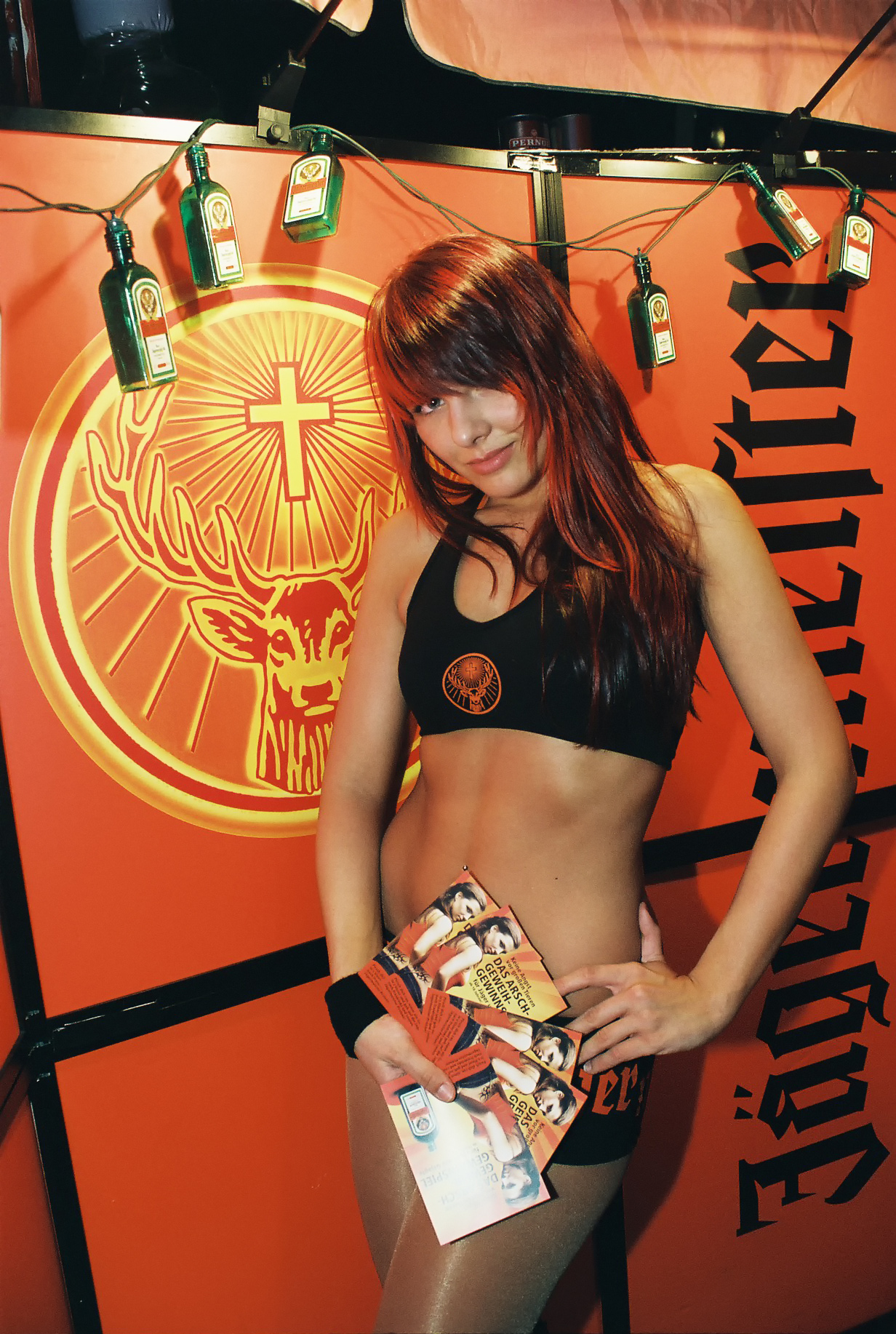

استغلال المرأة في وسائل الإعلام هو استخدام المرأة أو تمثيلها في وسائل الإعلام (مثل التلفاز والأفلام والإعلانات) لزيادة جاذبية وسائل الإعلام أو المنتج على نحو يضر أو لا يضر بمصلحتها بشكل خاص أو عام. تتضمن هذه العملية تقديم المرأة كسلعة جنسية ووضع معايير الجمال التي يُتوقع أن تعكسها. انتقدت الحركات النسوية ودعاة حقوق المرأة هذا الاستغلال. وغالبا ما كان التشييء الجنسي الجانب الأكثر انتقادًا عند استغلال المرأة في وسائل الإعلام، إلا أن تقطيع الأوصال قد يمثل جزءًا من ذلك التشييء كذلك.

## انتقادات وسائل الإعلام

### الإعلان
اتهم روبرت جنسن وسوت جهالي وغيرهم من النقاد الثقافيين وسائل الإعلام باستخدام الجنس في الإعلان الذي يروج تشييء المرأة بغرض المساعدة في بيع البضائع والخدمات.
في الإعلانات المتعلقة بالجنس، سعى إيرفنغ غوفمان لكشف الغطاء عن الوسائل الخفية لوسائل الإعلام الرائجة في تجسيد الذكورة والأنوثة في أكثر من 500 إعلان. جادل غوفمان بأن العلاقة بين الرجال والنساء مصورة على أنها علاقة الوالدين والطفل، والتي تتسم بسلطة الذكر وتبعية الأنثى.
مثلت العديد من دراسات الجنس والتعبئة الجنسية المعاصرة نقطة انطلاق لتحليلات غوفمان في الإعلانات المتعلقة بالجنس. ومن بينها، البحث الذي وسع الإطار التجريبي بتحليل اتجاهات التعبئة الجنسية للمرأة وتشييئها في الإعلانات، فحص مي يون كانغ الإعلانات في مجلات المرأة بين عامي 1979 و 1991 ووجد أنها لا زالت تُظهر نفس الصور النمطية: زيادة صور التعري أو شبه التعري بنسبة 30% من عام 1979 وحتى عام 1991. طور ليندر إطار كانغ التجريبي في دراسة لإعلانات المرأة، ووجد أن المجلات تعول على الأنماط الجنسية، ولكن بطرق مختلفة خاصة بما يتعلق بالتعبئة الجنسية. على سبيل المثال، في مجلة فوغ، تُعتبر الصور الجنسية للنساء الوسيلة الأساسية في تصويرهن في مواضع الدونية والسلطة الاجتماعية المتدنية.
تضمنت الأبحاث التي أجراها إيريك هاتون وماري نيل تراوتنر تحليل محتوى مطول لصور نساء ورجال لما يزيد عن أربعة عقود على أغلفة مجلة رولنغ ستون (1967- 2009). ووجدت زيادة في تكرار الصور الجنسية للنساء والرجال، على الرغم من اختلاف شدة التعبئة الجنسية بين الرجال والنساء بطريقة من المرجح أن تظهر المرأة فيها بشكل جنسي مفرط على نحو متزايد، على عكس الرجال. جادل الباحثون بأن وجود الصور الجنسية للرجال بشكل بسيط لا يشير إلى المساواة في تقديم وسائل الإعلان للنساء والرجال. قد تبيح الصور الجنسية أو تزيد من العنف ضد المرأة والتحرش الجنسي وتصرفات الرجال المعادية للنساء. واستنتجوا بأن الصور الجنسية المماثلة تشير إلى استضعاف المرأة وزيادة ثقة الرجل، مع الأخذ بعين الاعتبار الآثار الناجمة عن التشييء الجنسي للمرأة بنفس معدل عدم تشييء الرجال جنسيًا، كما كانوا على أغلفة مجلة رولنغ ستون في الألفية الثالثة.

انتُقد مصمم الأزياء كالفن كلاين لاستخدامه صور جنسية لفتيات ونساء في إعلاناته، بعد أن قال:
«يتعلق الجينز بالجنس. وإن كثرة اللحم العاري هو نهج المعلنين الأخير في محاولتهم إضفاء هوية جديدة على المنتجات الفائضة عن الحاجة.»
تلقى كالفن كلاين أيضًا اهتمامًا من وسائل الإعلام لإعلاناته المثيرة للجدل في منتصف التسعينيات. تضمنت بعض إعلانات كالفن كلاين صورًا لعارضات مراهقات، بعضهن «قيل بأنهن لا يتجاوزن الخامسة عشر من عمرهن» في وضعيات جنسية ومستفزة.
في تحليل أخير، وُجد بأن نحو 30% من الأزياء ذات السمات الجنسية متاحة للفتيات قبل سن المراهقة على مواقع خمسة عشر من المتاجر العالمية. تركز هذه الأزياء أو تكشف عن أجزاء الجسد الجنسية (مثل ثياب السباحة وحمالات الصدر)، أو ذات سمات متعلقة بالإغراء الجنسي (مثل الملابس الداخلية الشبيهة بالفساتين والمصنوعة من الساتان الأحمر). يُرى استغلال النساء هذا في الفتيات الأصغر سنًا.
إن الاستخدام العلني للميول الجنسية للترويج لحملات التوعية ضد سرطان الثدي، عبر حملات جمع التبرعات مثل «أنا أحب الأثداء» و «أنقذوا الأثداء»، يغضب الناجين من سرطان الثدي والنساء الأكبر سنًا والمعرضين لمخاطر أكبر للإصابة بسرطان الثدي ويهينهم كذلك. وصرحت النساء المصابات بسرطان الثدي بأن تلك الحملات الإعلانية تشير إلى أن امتلاك أثداء جذابة أهم بكثير من إنقاذ حياتهن، ما يقلل من قيمتهن كبشر.
كان استضعاف النساء اتجاهًا آخر يُدرس في مجال الإعلان. وجدت دراسة أُجريت في عام 2008 بأن 9.51% من الإعلانات التي احتوت نساءً، قدمتهن كضحايا. ووجد فحص منفصل أجرته فئة فرعية بأن تكرار ذلك كان أعلى في مجلات الموضة النسائية حيث احتوت 16.57% من الإعلانات على نساء قُدمن كضحايا.

### الأفلام
بالنظر إلى كيفية صناعة الأفلام، أشار العديد من نقاد الأفلام النسويون إلى «النظرة الذكورية» التي سادت في صناعة أفلام هوليوود الكلاسيكية. يلخص المخرج بود بويتشر وجهة النظر كالتالي: «ما يُحتسب هو ما تحفزه الممثلة الرئيسة أو ما تقدمه بالأحرى. إنها الشخص أو بالأصح ما تلهمه من الحب أو الخوف في البطل، أو الاهتمام الذي يشعر به إزائها، والذي يجعله يتصرف بتلك الطريقة. والتي لا تمتلك المرأة أي أهمية تجاهها.» تتوسع مقالة لورا مولفي «المتعة البصرية والسينما الروائية» (كُتبت في عام 1973 ونُشرت في عام 1975) في إدراك دور النساء السلبي في السينما وجادلت بأن الأفلام تقدم المتعة البصرية عبر لذة النظر وإثبات هوية الممثل الذكر على الشاشة. وتذكر لورا «في أدوارهن التقليدية الفاضحة، يُنظر إلى النساء ويُعرضن في آن واحد بمظهرهن المُصاغ لأجل التأثيرات البصرية والشهوانية القوية، ليُمكنهم قول أنهم أشاروا إلى أن يُنظر للمرأة،» وكنتيجة تؤكد على أن النساء في الأفلام «حاملات للمضمون، وليس صانعات له». اقترحت لورا بأن نظرية لاكان للتحليل النفسي هي مفتاح فهم كيفية صناعة الأفلام لمثل تلك المساحة من تشييء الإناث الجنسي واستغلالهن عبر دمج  النظام الأبوي في المجتمع، و«النظر» بحد ذاته كفعل ممتع لمن ينظر بخلسة، لأن «السينما ترضي رغبة المظهر الممتع الأزلية».
بين الباحثون كيف أن تشييء النساء الجنسي في الأفلام يؤثر سلبًا على طريقة تفكير الفتيات والنساء الشابات. اكتشف بحث أن الفتيات اللواتي تعرضن بشكل موسع لأفلام ترتدي فيها البطلة أزياءً مفرطة الجنسية، أصبحن أكثر وعيًا بفعالية أجسادهن. يمكن أن يؤدي هذا النوع من التعرض إلى وجهة نظر سيئة نحو أدوار الإناث في قطاع الأفلام. وُجد بأن التعبئة الجنسية المفرطة لأدوار الإناث في أفلام هوليوود الشهيرة لها تأثير سلبي على تقدير الذات لدى الفتيات ويمكن أن يؤدي إلى رغبتهن بأن تكون أجسادهن تشبه أجساد الممثلات في الأفلام.
عملت «مؤسسة جينا ديفيس المعنية بالشؤون الجنسانية في وسائل الإعلام» لعدة أعوام على دفع صناعة الأفلام لتوسعة أدوار المرأة في الأفلام.
تشير الأبحاث المتخصصة بردود الفعل الاجتماعية حول تقديم المرأة في الأفلام وأثره على المجتمع الأفريقي الأمريكي إلى أن الفتيات السود الصغيرات يتعرضن إلى نمط من تصوير الإناث السود والذي يتعدى التشييء الجنسي. تقدَّم الفتيات السود الصغيرات بنوع واحد من الوصف: امرأة سوداء غاضبة وممقوتة وجاهلة ومجابهة وصاخبة. ولا يقتصر ذلك على معاناتهن بقبول تلك الأفكار الراسخة حول كينونتهن فقط، بل يواجهن معايير جمال الفتيات الأمريكيات من أصل إفريقي والتي تُقاس مقارنةً بمعايير ذوي البشرة البيضاء لتحديد هيئة الجمال. تعكس الأفلام ووسائل الإعلام فكرة عن جمال الإناث بناءً على خصائص مشابهة بشكل قريب للنساء من أصل أوروبي، والتي يستحيل على الفتاة السوداء تحقيقها، أو أي فتاة صغيرة بالتأكيد. وفي نفس الوقت، تُصور الشخصيات السوداء في الأفلام عادةً في أدوار مهنية مثل الرياضيين والخدم والموسيقيين والمجرمين، والتي تكون ذات مكانة أقل من دور الشخصيات البيضاء.